# Simón Iturri Patiño
Simón Iturri Patiño (Santiváñez, 1º giugno 1862 – Buenos Aires, 20 aprile 1947) è stato un imprenditore boliviano, magnate dell'estrazione dello stagno.
Patiño sviluppò società di estrazione mineraria in Bolivia e raggiunse un'importante integrazione verticale investendo in una fonderia tedesca e nella britannica Williams Harvey. Aveva anche investimenti nella National Lead degli Stati Uniti, un importante acquirente di stagno. 2 Fu anche il primo boliviano a sviluppare investimenti internazionali, concentrando gran parte della sua fortuna all'estero. Soprannominato il Rockefeller delle Ande ma anche il "Re di Latta", al momento della sua morte era uno degli uomini più ricchi del mondo.

## Biografia
Simón Iturri Patiño nacque a Santiváñez, Cochabamba, nel giugno 1862,  figlio di Eugenio Iturri, immigrato dai Paesi Baschi, e di sua moglie María Patiño, nata a Cochabamba.
Lavorò come apprendista presso la Compagnia Mineraria di Huanchaca prima di trasferirsi a Oruro, dove fu dipendente di una piccola azienda di attrezzature minerarie, Hermann Fricke y Cia. Si trasferì in seguito presso la miniera di Huanchaca di Aniceto Arce, lavorando lì per alcuni anni come operaio.
La sua fortuna iniziò con la scoperta di una vena estremamente ricca nel 1900, nella miniera La Salvadora, sulla collina di Llallagua (Dipartimento di Potosí). Negli anni successivi acquisì altre miniere e la sua fortuna crebbe notevolmente. Nel 1906 Patiño fondò in Bolivia il Banco Mercantil, che continua ad esistere, sebbene non sia legato agli interessi dei suoi eredi. Intorno al 1910 formò un potente complesso minerario con le miniere di Llallagua, Catavi, Uncía e Huanuni, tra le altre. Inoltre, per trasportare i minerali dalle sue miniere, costruì nel 1911 la Ferrovia Machacamarca Uncía.
Patiño stava acquisendo interessi di minatori cileni nelle miniere boliviane attraverso acquisti segreti alla Borsa di Santiago (Cile). Nel luglio 1924, una volta acquisita la maggioranza delle azioni della Llallagua Tin Company, fino ad allora nelle mani di uomini d'affari cileni, consolidò i suoi interessi in Patiño Mines and Enterprises Consolidated, Inc. registrato nel Delaware, negli Stati Uniti. Riunì la Llallagua Tin Company, La Salvadora e la ferrovia. Durante la Grande Depressione del 1929 ebbe un ruolo importante nella fondazione dell'International Tin Committee per regolare la fornitura di stagno e tentare di proteggerne il prezzo.
Mentre altri “baroni di stagno” come Carlos Victor Aramayo e Mauricio Hochschild trascorsero la maggior parte del loro tempo in Bolivia, Patiño visse prevalentemente in Europa. Dal 1926 al 1947 fu inviato boliviano a Parigi e dal 6 al 15 luglio 1938 delegato del governo di Germán Busch Becerra alla Conferenza di Évian. Tutti e tre i "baroni" ebbero una grande influenza politica in Bolivia fino alla Rivoluzione Nazionale del 1952, che nazionalizzò le compagnie minerarie. Comprese quelle di Patiño.

### Williams Harvey
L'evento più importante nella storia dell'estrazione mineraria boliviana prima della rivoluzione del 1952 fu l'acquisto da parte di Patiño della fonderia inglese Williams Harvey & Co. con sede a Liverpool, che controllava un quarto delle attività di fonderia e raffineria del mondo. Acquisì inoltre miniere in Malesia. La vicenda di Patiño risultò insolita, perché i magnati sudamericani raramente cercavano l'integrazione verticale dei loro interessi. Questa integrazione gli permise di svolgere un ruolo chiave nella formazione dell'International Tin Committee, che fu il primo cartello che tentò di controllare il prezzo di una materia prima. Per questo motivo era conosciuto anche come "Il Re di Latta". Negli anni Quaranta era tra gli uomini più ricchi del mondo.

### Il massacro di Catavi
Nel 1942, Patiño, di fronte alle giuste richieste dei suoi lavoratori delle miniere di Catavi-Llallagua per salari migliori, non si oppose all'azione del governo militare di Enrique Peñaranda che causò il massacro di Catavi per mettere a tacere le richieste dei lavoratori. Il rapporto ufficiale parlò di 19 morti e 400 feriti, le stime dei lavoratori arrivarono fino a 400 morti.

### Morte
Gli eredi di Patiño hanno creato la Fondazione Patiño, che si dedica al lavoro culturale e alle borse di studio per gli studenti boliviani per proseguire gli studi universitari in Svizzera e Bolivia. La fondazione è responsabile del Palacio Portales, un palazzo che Patiño fece costruire a Cochabamba e che impiegò 15 anni per costruirlo, dove aveva intenzione di abitare nell'ultimo periodo della sua vita, ma morì durante il viaggio di trasferimento.  Ora è utilizzato per riunioni ed è aperto al pubblico. La fondazione è responsabile anche della Casa Museo Villa Albina-Villa Albina, una dimora signorile a Pairumani, vicino a Cochabamba, costruita da Patiño per sua moglie. I resti di Patiño sono sepolti a Pairumani.

## Vita privata
Sposò Albina Rodríguez Ocampo a Oruro nel 1889; ebbero tre figlie, Graziella, Elena e Luzmilla e due figli, René e Antenore.